# Green Cove Springs
Green Cove Springs is een plaats (city) in de Amerikaanse staat Florida, en valt bestuurlijk gezien onder Clay County.

## Demografie
Bij de volkstelling in 2000 werd het aantal inwoners vastgesteld op 5378.
In 2006 is het aantal inwoners door het United States Census Bureau geschat op 6387, een stijging van 1009 (18.8%).

## Geografie
Volgens het United States Census Bureau beslaat de plaats een oppervlakte van
24,5 km², waarvan 17,7 km² land en 6,8 km² water. Green Cove Springs ligt op ongeveer 5 m boven zeeniveau.

## Plaatsen in de nabije omgeving
De onderstaande figuur toont nabijgelegen plaatsen in een straal van 24 km rond Green Cove Springs.